# Úzhhorod
Úzhhorod (en ucraniano: У́жгород; TR: Ùzhhorod [ˈuʒɦorod]ⓘ) es una ciudad situada en el oeste de Ucrania, en la frontera con Eslovaquia y cerca de la frontera con Hungría. Es la capital de la óblast de Transcarpatia y del raión de Úzhgorod, si bien no pertenece a este último.

## Topónimo
El nombre de la ciudad en lenguas extranjeras o minoritarias en la región: en ruso: Ужгород, en rusino: Уґоград, Ужгород o Унґвар;, en polaco: Użhorod, en eslovaco y checo: Užhorod; en húngaro: Ungvár; en alemán: Ungwar o Ungarisch Burg; en yidis: אונגװיר; en rumano: Ujgorod.
La ciudad debe su nombre al río Uzh, que divide la ciudad en dos mitades (la antigua y la nueva). Uzh (Уж) significa serpiente anillada (Natrix natrix), y górod (город) significa ciudad. Sin embargo, este nombre es una construcción reciente y sólo se ha utilizado desde comienzos del siglo XX. A lo largo de la historia, la ciudad ha cambiado de nombre varias veces, algunos de sus nombres han sido: Ongvar, Hungvar, Unguyvar y Ungvar.

## Historia

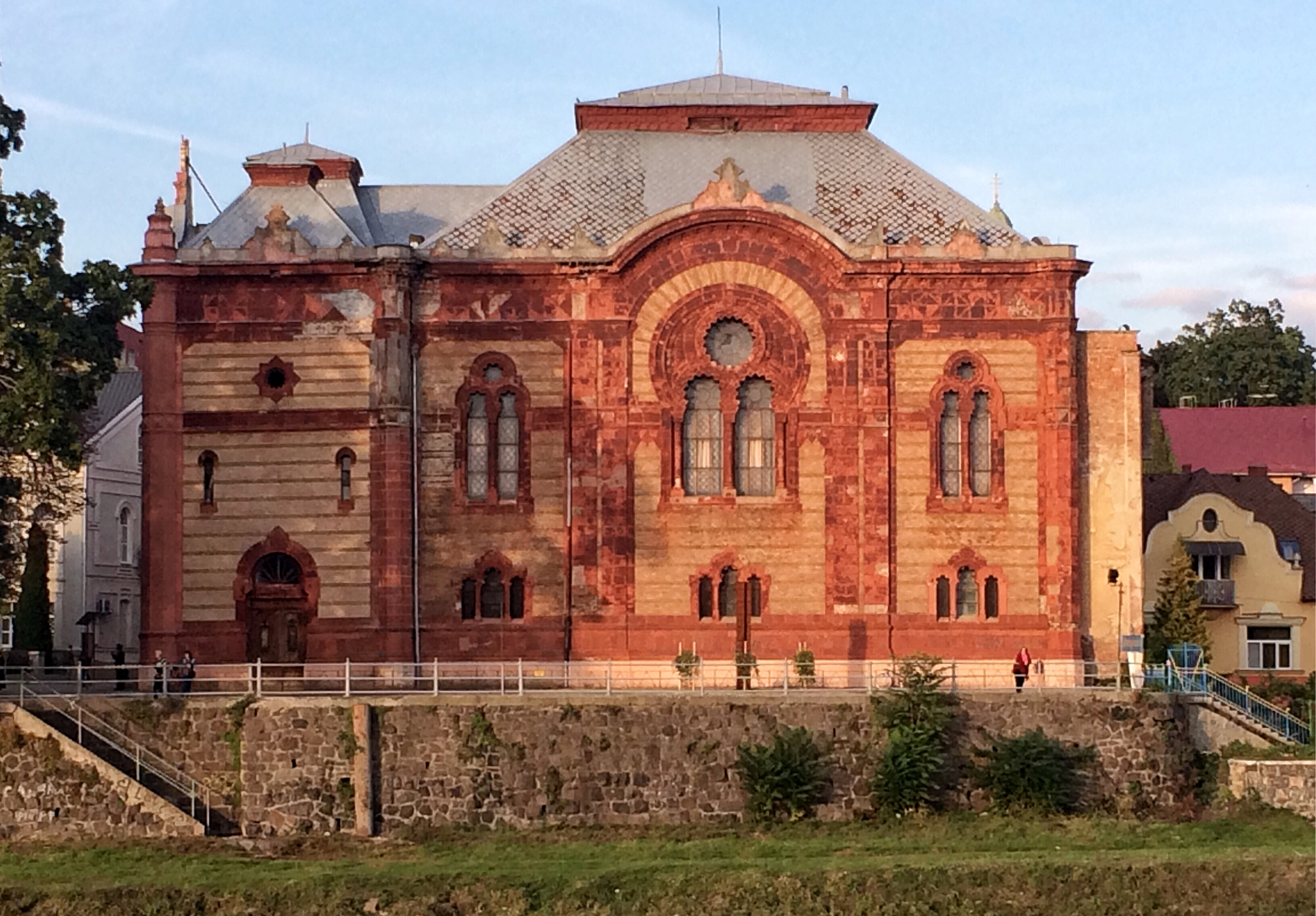
Antigua sinagoga judía de la ciudad. Hoy, sede de la orquesta filarmónica.

Los fundadores más reconocidos de la primera ciudad eran eslavos. Los croatas blancos, uno de estos grupos, se asentaron en la zona que hoy ocupa Úzhgorod durante la segunda mitad del primer milenio después de Cristo. Durante el siglo IX, un castillo fortificado dio lugar a una pequeña ciudad-asentamiento feudal, que se convirtió en el centro de un nuevo principado eslavo, a la cabeza del cual estuvo un legendario príncipe (Laborets).
En 903 los magiares, liderados por Árpád el Conquistador, irrumpieron en la fortaleza de Hungvar. Laborets fue derrotado y decapitado en la ribera del río que aún lleva su nombre. 
Después de la llegada de los magiares, el pequeño pueblo comenzó a extender sus fronteras. Entre 1241 y 1242 los tártaros de Batu Khan llegaron al poblado. En el siglo XIV Úzhgorod mostró una fuerte resistencia a los nuevos gobernantes de Hungría, la dinastía Anjou. A partir de 1318, una familia de Italia fue propietaria de la ciudad durante 360 años. En ese período Philip Druhett construyó una nueva fortaleza de piedra en el lugar del castillo. Junto con el castillo, la ciudad comenzó a crecer. En 1430, la ciudad adquirió algunos privilegios del rey y fue llamada oficialmente "La privilegiada ciudad de Ungvar".
Entre los siglos XVI y XVII se crean muchas empresas de artesanías en Úzhgorod. En este período la ciudad se dedica principalmente a la lucha religiosa entre Transilvania (protestante) y Austria (católica). En 1646 la Unión de Úzhgorod fue proclamada y la Iglesia greco-católica se estableció en Subcarpatia, en una ceremonia celebrada en el castillo de Úzhgorod por la Santa Sede. En 1707 Úzhgorod fue la residencia de Ferenc Rákóczi II, líder de la guerra de liberación nacional del pueblo húngaro.
El comienzo del siglo XIX se caracterizó por los cambios económicos, incluyendo las primeras fábricas en la ciudad. Entre los acontecimientos políticos del siglo XIX sobresale la influencia de la revolución húngara para adquirir control de Austria, durante la cual la nobleza húngara local hace valer su derecho a dominar a todas las demás personas de Hungría (1848-1849). El 27 de marzo de 1848 se celebró oficialmente en la ciudad el derrocamiento de la monarquía en Hungría. En 1872 empezó a funcionar el primer ferrocarril "Úzhgorod-Chop".
De acuerdo al censo de 1910, la ciudad tenía 16 919 habitantes, de ellos, 13 590 (80.3 %) eran magiares, 1219 (7.2 %) eslovacos, 1151 (6.8 %) alemanes de los Cárpatos, 641 (3.8 %) rutenos y 1.6 % checos. Igualmente, el área municipal poseía una población compuesta por 10 541 (39.05 %) húngaros, 9908 (36.71 %) eslovacos y 5520 (20.45 %) rutenos.

### Primera y Segunda Guerra Mundial

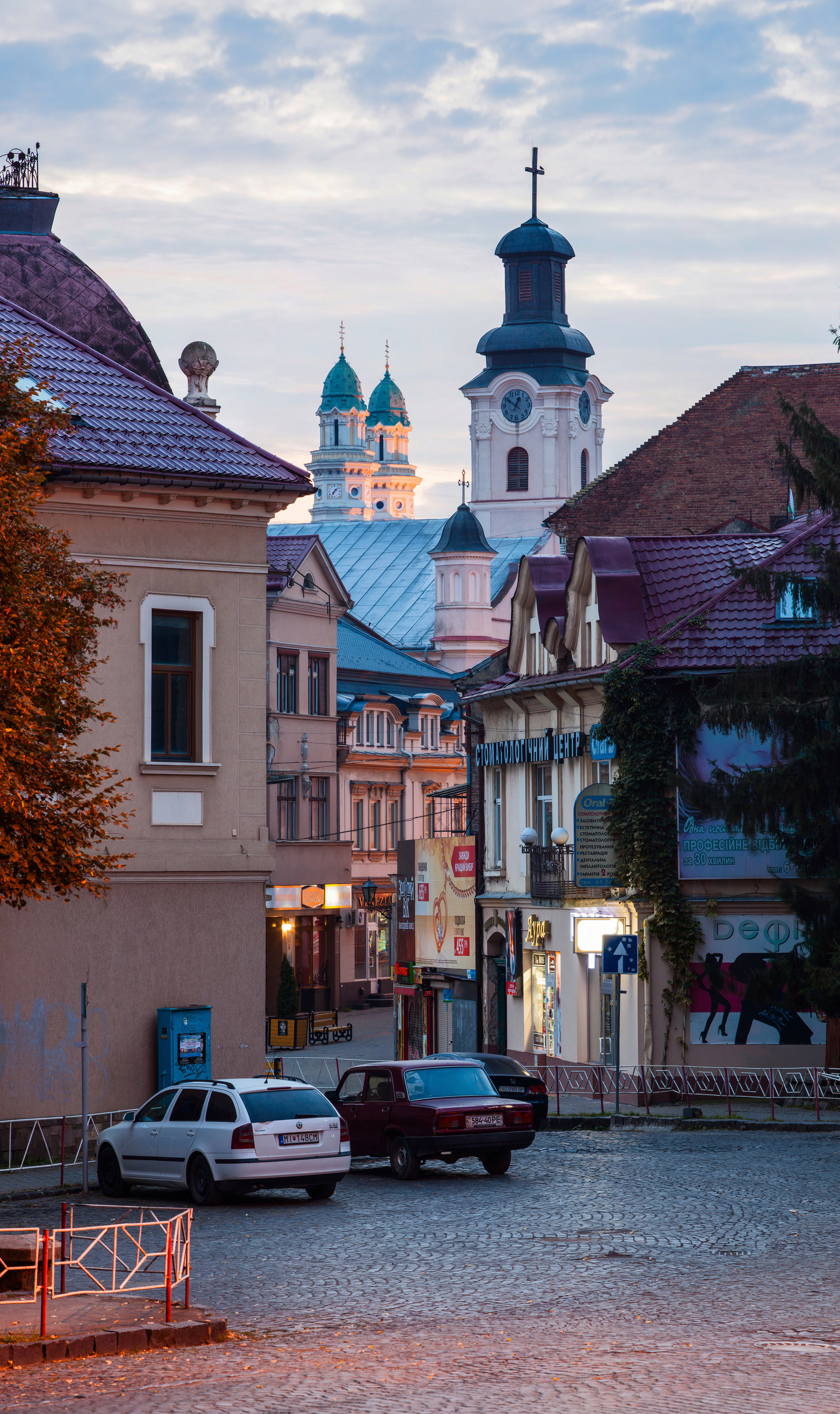
Ciudad vieja, la iglesia cristiana y la catedral de la Santa Cruz.

La Primera Guerra Mundial disminuyó el ritmo de desarrollo de la ciudad. El 10 de septiembre de 1919, Subcarpatia (parte de Rutenia) fue anexada oficialmente a Checoslovaquia. Úzhgorod se convirtió en el centro administrativo del territorio. Durante estos años Úzhgorod fue convertida en una ciudad de arquitectura moderna.

La ciudad fue integrada oficialmente en Hungría el 2 de noviembre de 1938, de acuerdo con las cláusulas del Primer arbitraje de Viena. Sin embargo, después de que Checoslovaquia se dividiera, el control húngaro de Úzhgorod no fue afianzado hasta la invasión de Rutenia subcarpática por parte de Hungría en marzo de 1939. En 1944, una batalla de la Segunda Guerra Mundial se libró cerca de Úzhgorod. El 19 de marzo de 1944, Alemania ocupó Hungría; una media docena de camiones cargados de hombres entró a Úzhgorod.[cita requerida] A finales de marzo, la comunidad judía se vio obligada a entregar a los alemanes 2 millones de pengős ($ 400 000 dólares en valores de 1934),[cita requerida] dentro de cuarenta y ocho horas, y en los próximos días las autoridades ordenaron a los judíos que entregaran pianos, radios y ciertos tipos de muebles.[cita requerida] El 31 de marzo se publicó una orden exigiendo a los judíos llevar un distintivo amarillo a partir del 5 de abril[cita requerida]. Alrededor de la misma época, un toque de queda fue impuesto a los judíos.[cita requerida]

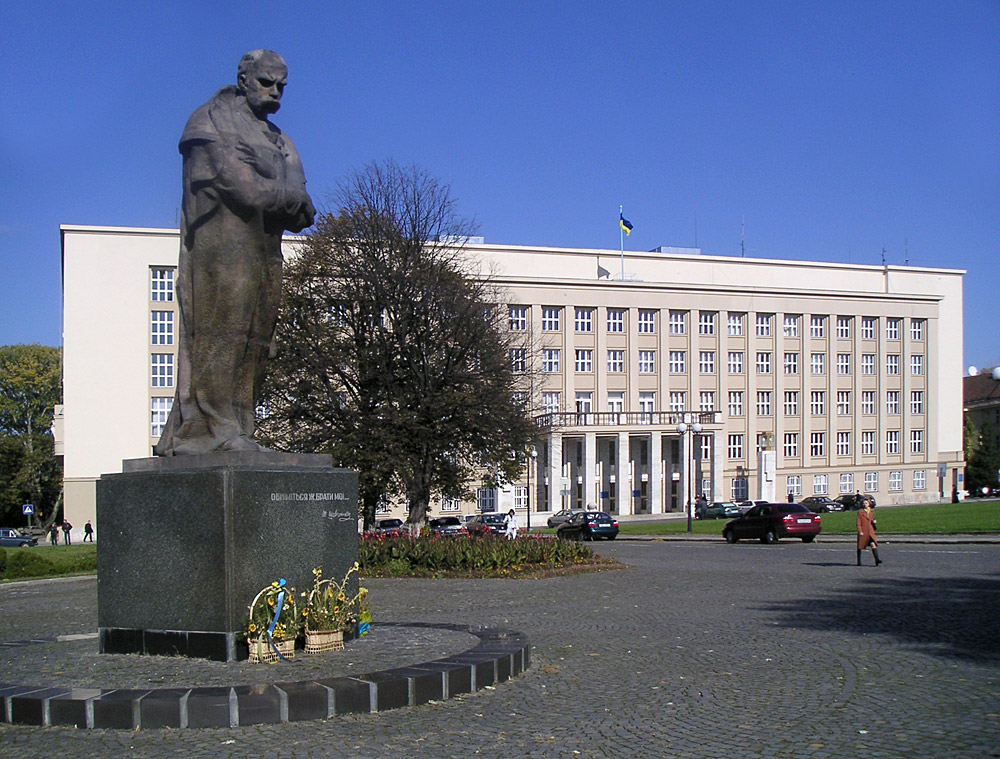
Sede del edificio administrativo del óblast de Zakarpatia y monumento de Taras Shevchenko.

En los días siguientes, los judíos de Úzhgorod y las zonas circundantes sufrieron más restricciones y, a partir del 14 de mayo de 1944, fueron deportados a Auschwitz en siete grupos. El primer tren llegó a los campos de exterminio el 16 de mayo, y el último dejó Úzhgorod el 3 de junio. 
El 27 de octubre de 1944, la ciudad fue tomada por las tropas del Cuarto Frente Ucraniano del Ejército soviético.
Este período trajo cambios significativos. En las afueras de Úzhgorod se construyeron nuevas empresas y se reactivaron las empresas viejas. El 29 de junio de 1945, la Ucrania Subcarpática pasó a ser parte de la RSS de Ucrania. Ese mismo año se abrió la Universidad Estatal de Úzhgorod (ahora Universidad Nacional de Úzhgorod). Desde enero de 1946, Úzhgorod fue el centro de la formación de la óblast de Transcarpatia. 
A partir de 1991, Úzhgorod se convirtió en una de las 23 capitales regionales dentro de Ucrania, de las cuales es la más occidental y la de menor población. 
En 2002 después de cierta controversia, un busto de Tomáš Masaryk, el primer presidente de Checoslovaquia, fue descubierto en la plaza principal de la ciudad. Un busto similar se había colocado en 1928 en el 10º aniversario de la independencia de Checoslovaquia, pero fue desmontado por los húngaros cuando se hicieron cargo de la región en 1939.

## Clima
Úzhgorod tiene un clima continental húmedo (clasificación climática de Köppen: Dfb), cerca de la frontera del clima oceánico (Cfb) con inviernos fríos y veranos suaves. El mes más frío es enero con una temperatura media de -1,7 °C, mientras que el mes más cálido es julio con una temperatura promedio de 20,9 °C. La temperatura más fría registrada es -28,2 °C y la temperatura máxima fue de 38,6 °C. La precipitación media anual es de 748 milímetros, que se distribuye uniformemente durante todo el año aunque los meses de verano tienen una mayor precipitación. En promedio, Úzhgorod recibe 1950 horas de sol al año.
| Parámetros climáticos promedio de Úzhgorod (1991-2020) | Parámetros climáticos promedio de Úzhgorod (1991-2020) | Parámetros climáticos promedio de Úzhgorod (1991-2020) | Parámetros climáticos promedio de Úzhgorod (1991-2020) | Parámetros climáticos promedio de Úzhgorod (1991-2020) | Parámetros climáticos promedio de Úzhgorod (1991-2020) | Parámetros climáticos promedio de Úzhgorod (1991-2020) | Parámetros climáticos promedio de Úzhgorod (1991-2020) | Parámetros climáticos promedio de Úzhgorod (1991-2020) | Parámetros climáticos promedio de Úzhgorod (1991-2020) | Parámetros climáticos promedio de Úzhgorod (1991-2020) | Parámetros climáticos promedio de Úzhgorod (1991-2020) | Parámetros climáticos promedio de Úzhgorod (1991-2020) | Parámetros climáticos promedio de Úzhgorod (1991-2020) |
| Mes                                                    | Ene.                                                   | Feb.                                                   | Mar.                                                   | Abr.                                                   | May.                                                   | Jun.                                                   | Jul.                                                   | Ago.                                                   | Sep.                                                   | Oct.                                                   | Nov.                                                   | Dic.                                                   | Anual                                                  |
| ------------------------------------------------------ | ------------------------------------------------------ | ------------------------------------------------------ | ------------------------------------------------------ | ------------------------------------------------------ | ------------------------------------------------------ | ------------------------------------------------------ | ------------------------------------------------------ | ------------------------------------------------------ | ------------------------------------------------------ | ------------------------------------------------------ | ------------------------------------------------------ | ------------------------------------------------------ | ------------------------------------------------------ |
| Temp. máx. abs. (°C)                                   | 13.3                                                   | 17.2                                                   | 25.4                                                   | 29.7                                                   | 33.4                                                   | 35.0                                                   | 38.6                                                   | 38.4                                                   | 35.9                                                   | 26.1                                                   | 23.3                                                   | 15.6                                                   | 38.6                                                   |
| Temp. máx. media (°C)                                  | 1.7                                                    | 4.3                                                    | 10.4                                                   | 17.4                                                   | 22.1                                                   | 25.5                                                   | 27.6                                                   | 27.7                                                   | 21.9                                                   | 15.6                                                   | 9.2                                                    | 3.0                                                    | 15.5                                                   |
| Temp. media (°C)                                       | -1.2                                                   | 0.6                                                    | 5.4                                                    | 11.5                                                   | 16.1                                                   | 19.6                                                   | 21.3                                                   | 21.1                                                   | 15.9                                                   | 10.5                                                   | 5.4                                                    | 0.3                                                    | 10.5                                                   |
| Temp. mín. media (°C)                                  | -4.2                                                   | -3.0                                                   | 0.8                                                    | 5.6                                                    | 10.1                                                   | 13.7                                                   | 15.3                                                   | 14.9                                                   | 10.4                                                   | 5.9                                                    | 1.9                                                    | -2.3                                                   | 5.8                                                    |
| Temp. mín. abs. (°C)                                   | -28.2                                                  | -26.3                                                  | -17.8                                                  | -6.9                                                   | -4.4                                                   | 1.5                                                    | 5.3                                                    | 4.4                                                    | -2.2                                                   | -9.3                                                   | -21.8                                                  | -24.7                                                  | -28.2                                                  |
| Precipitación total (mm)                               | 54                                                     | 53                                                     | 41                                                     | 45                                                     | 69                                                     | 68                                                     | 82                                                     | 67                                                     | 68                                                     | 62                                                     | 58                                                     | 64                                                     | 731                                                    |
| Nevadas (cm)                                           | 7                                                      | 7                                                      | 1                                                      | 0                                                      | 0                                                      | 0                                                      | 0                                                      | 0                                                      | 0                                                      | 0                                                      | 0                                                      | 4                                                      | 19                                                     |
| Días de lluvias (≥ 1 mm)                               | 11                                                     | 10                                                     | 13                                                     | 15                                                     | 16                                                     | 16                                                     | 15                                                     | 13                                                     | 13                                                     | 13                                                     | 14                                                     | 13                                                     | 162                                                    |
| Días de nevadas (≥ 1 mm)                               | 14                                                     | 12                                                     | 5                                                      | 1                                                      | 0.03                                                   | 0                                                      | 0                                                      | 0                                                      | 0                                                      | 0.3                                                    | 5                                                      | 12                                                     | 49.3                                                   |
| Horas de sol                                           | 55.8                                                   | 87.0                                                   | 152.7                                                  | 202.4                                                  | 266.2                                                  | 266.3                                                  | 279.1                                                  | 269.2                                                  | 189.8                                                  | 140.4                                                  | 71.4                                                   | 45.8                                                   | 2026.1                                                 |
| Humedad relativa (%)                                   | 82                                                     | 76                                                     | 67                                                     | 62                                                     | 65                                                     | 68                                                     | 67                                                     | 69                                                     | 73                                                     | 76                                                     | 80                                                     | 83                                                     | 72.3                                                   |
| Fuente n.º 1: Погода и климат                          |                                                        |                                                        |                                                        |                                                        |                                                        |                                                        |                                                        |                                                        |                                                        |                                                        |                                                        |                                                        |                                                        |
| Fuente n.º 2: WMO (Horas de sol, 1981-2010)            |                                                        |                                                        |                                                        |                                                        |                                                        |                                                        |                                                        |                                                        |                                                        |                                                        |                                                        |                                                        |                                                        |

## Demografía
De acuerdo al censo ucraniano de 2001, la población de Úzhgorod incluía:
- Ucranianos (77,8 %)
- Rusos (9,6 %)
- Húngaros (6,9 %)
- Eslovacos (2,2 %)
- Gitanos (1,5 %)

Según una encuesta realizada por el Instituto Republicano Internacional en abril-mayo de 2023, el 85 % de la población de la ciudad hablaba ucraniano en casa, el 9 % ruso y el 1 % húngaro.

## Transportes

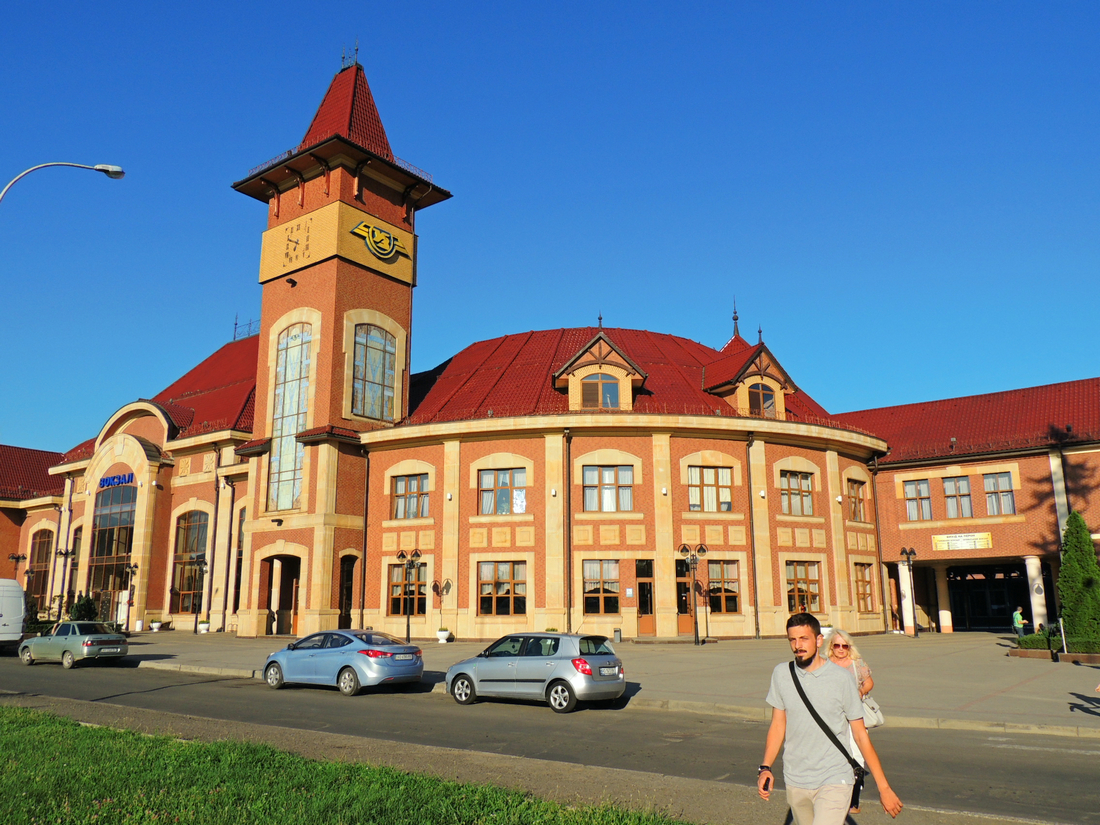
Estación Central de Úzhgorod

En Úzhgorod se encuentra el Aeropuerto Internacional de Uzhgorod, uno de los principales de Ucrania, además de la Estación Central de Úzhgorod y aproximadamente 50 rutas de buses.

## Ciudades hermanadas
- Békéscsaba (Hungría)
- Darmstadt (Alemania)
- Košice (Eslovaquia)
- Krosno (Polonia)
- Moscú (Rusia)
- Orël (Rusia)
- Pula (Croacia)
- Nyíregyháza (Hungría)
- Szombathely[12] (Hungría)
- Corvallis[13][14] (Estados Unidos)